# Mujer y Salud en Uruguay
Mujer y Salud en Uruguay (MYSU) es una organización no gubernamental feminista creada en 1996. Su misión es la “promoción y defensa de la salud y derechos sexuales y los derechos reproductivos desde una perspectiva de género y generaciones”. Cuenta con una sede en Montevideo, un equipo de trabajo interdisciplinario estable y una red de profesionales e investigadores asociados a nivel nacional y regional. Es dirigida por Lilián Abracinskas,referente de salud sexual y reproductiva de Uruguay. 

## Historia
En 1996, MYSU surgió como un espacio de articulación entre varias organizaciones de mujeres y personas. El espacio fue organizado para debatir y promover demandas en el campo de la salud y los derechos sexuales y reproductivos (DSR) en Uruguay. De esta forma, ese mismo año MYSU organizó el Primer Encuentro Nacional sobre salud de las mujeres. Luego participó de los primeros seguimientos sobre políticas públicas para las mujeres, realizados por la Comisión Nacional de Seguimiento (CNSmujeres), en los capítulos vinculados a la salud y los DSR.
En el año 2004, se constituyó como una asociación civil sin fines de lucro. Desde entonces ha llevado adelante campañas ciudadanas para la modificación del marco legal de la práctica de aborto en el país, para la instalación de servicios de salud sexual y reproductiva y para la promoción del ejercicio de derechos por parte de la ciudadanía.
En el 2007 creó el Observatorio Nacional en Género y Salud Sexual y Reproductiva (SSR), desde el cual se realizan estudios anuales para monitorear la implementación de políticas públicas y la calidad de los servicios de salud. Estos estudios generan evidencia para fundamentar la agenda de demandas ciudadanas que se elaboran en articulación con otros actores sociales y académicos.
A lo largo de su historia, MYSU ha integrado delegaciones oficiales de Uruguay en instancias del sistema de las Naciones Unidas, para la incidencia política más allá de los límites nacionales y para establecer vínculos en la región y el mundo. Además, forma parte de y tiene vínculo con distintas redes de organizaciones, como CNSmujeres, Red de Salud de las Mujeres Latinoamericanas y del Caribe (RSMLAC) e International Women’s Health Coalition (IWHC). Como organización social referente en género y salud y DSR en el país, ha participado y participa de distintos espacios de articulación interinstitucional, como el Consejo Nacional de Género del Instituto Nacional de las Mujeres (INMUJERES), el Consejo para la Igualdad de Género del gobierno de Montevideo y la Red de Gobierno Abierto.
El 28 de noviembre de 2024, Lilián Abracinskas, fue declarada Ciudadana Ilustre de la ciudad de Montevideo, destacando rol como fundadora y actual directora de la organización.  

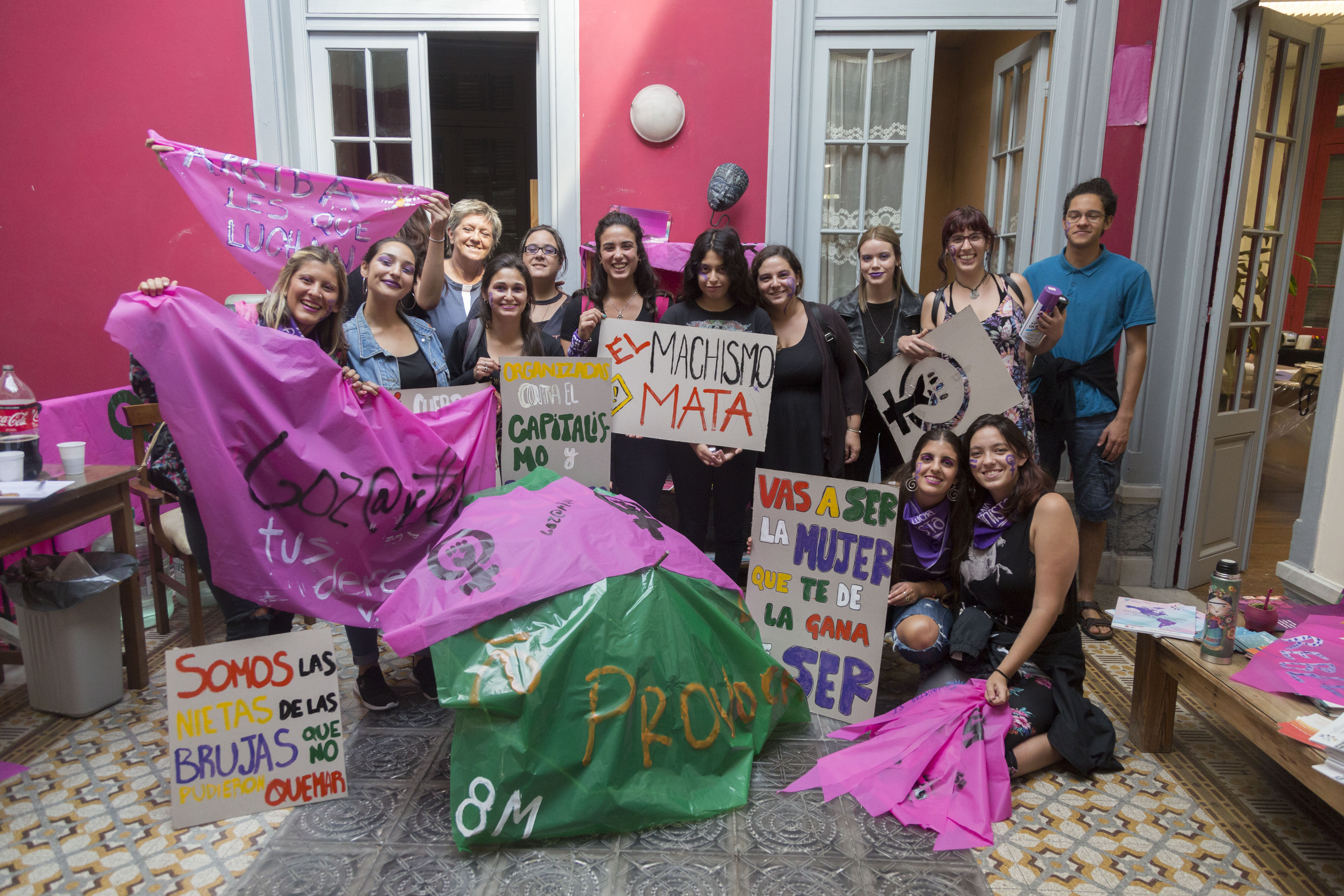
Preparativos del colectivo Mujer y Salud en Uruguay (MYSU) para la marcha del 8 de marzo de 2019. Montevideo, Uruguay.

## Líneas de trabajo
Mujer y Salud en Uruguay (MYSU) lleva adelante diferentes líneas de trabajo:
Incidencia
Desarrollo de estrategias para la promoción de los derechos humanos y la incorporación de la equidad de género en las políticas públicas y en la ciudadanía. 
En 2023, MYSU en conjunto con la Asociación de Bancarios del Uruguay (AEBU) declaró que la reforma de la seguridad social en Uruguay no tiene en cuenta la división sexual del trabajo "que es estructural en nuestro país".

### Investigación
Producción y difusión de estudios sobre género y salud realizados por el Observatorio Nacional en Género y Salud Sexual y Reproductiva.  
En 2021, lanzaron el informe “Impacto de la pandemia del covid-19 en el precio consumidor de los anticonceptivos orales”, llevado adelante con organizaciones de Chile, Colombia y Perú. El estudio revela, a través de una encuesta que menos de la mitad de mujeres que usan anticonceptivos accedió a ellos por su prestador de salud durante la pandemia.
En marzo de 2024 denunciaron que en Uruguay se viola el secreto profesional para criminalizar mujeres que se practican abortos. Dicha afirmación se encuentra en el  marco del estudio sobre la criminalización del aborto y otros eventos obstétricos en América Latina y el Caribe coordinado por Ximena Casas y Claudia Gómez López, junto con MYSU.
En diciembre de 2024 MYSU publicó el informe “¿Cuánto cuesta el aborto legal en Uruguay?”  que a 12 años de la aprobación de la ley, informa sobre el dinero que destina el Estado a los procedimientos de Interrupción voluntaria del embarazo. El mencionado informe, también subraya lo declarado por la organización en 2023, cuando juto a otras organizaciones feministas de Uruguay, indicaron las razones por las que la Ley de Salud Sexual y Reproductiva quedó desactualizada.

### Promoción y comunicación
Desarrollo de actividades de sensibilización y difusión sobre conocimiento, ejercicio y defensa de derechos sexuales y reproductivos dirigidos a organizaciones, grupos y personas. 
En 2014, MYSU lanzó "Sexualidaap", aplicación para teléfonos móviles que fue actualizada en 2015. Brindaba información sobre la salud sexual y reproductiva e incluía un mapa con los centros en los que se realizan abortos legales en el país. Además, brindaba información sobre anticoncepción e información sobre los derechos en salud sexual y reproductiva de los y las adolescentes en Uruguay.Actualmente la aplicación no se encuentra disponible para descarga. 

### Formación, consultoría y asistencia técnica
Implementación de modalidades de capacitación dirigidas a recursos humanos y profesionales de la salud y las ciencias sociales, así como asesoramiento a grupos, organizaciones sociales, parlamentarios, instituciones públicas y privadas a nivel nacional y regional.